# 久本祐一
久本 祐一（ひさもと ゆういち、1979年3月14日 - ）は、大阪府大東市出身の元プロ野球選手（投手）。左投左打。

## 経歴

### プロ入り前
柏原高校（現：東大阪大学柏原高校）から亜細亜大に進学。大学時代は1年上に左腕・佐藤宏志、松井光介、吉川昌宏が同期、2学年下に木佐貫洋がいて2試合登板したのみで登板機会に恵まれず、通算2試合に登板、0勝0敗、防御率5.40を記録。2001年の第72回都市対抗野球大会で河合楽器が初優勝を果たした際、若獅子賞を受賞する働きを見せ一躍注目される。同年の野球部休部に伴い、特例措置で同僚の山井大介とともにドラフト4巡目指名で中日に入団。

### 中日時代
2002年は即戦力の期待を受けながらわずか5試合の登板にとどまった。
2003年に変化球のキレが増して急成長し、51試合に登板して防御率3.22の好成績を残した。リードされた場面での登板が多かったが、イニング数を上回る奪三振を記録した。
2004年、38試合に登板して防御率3点台とまずまずの成績を残したが、シーズン前半は安定感を欠いた。
2005年不調で二軍暮らしが長く、防御率6点台と低迷した。同年オフに入団した吉見一起が背番号19をつけることになり、61に変更となった。
2006年、不調の高橋聡文に代わる左の中継ぎとして活躍し、27試合に投げて防御率1点台の好投を見せた。5月には3年ぶりのセーブも記録した。ルーキイヤーの2002年から2005年まで毎年1勝しか挙げることができなかったが、2006年は2勝（2敗1S）を記録した。
2007年、主に中継ぎとして起用され、36試合に登板。夏場には13試合連続無失点も記録し、チームでは左の中継ぎの一番手としての地位を築いた。日本シリーズでも登板した。シーズン終了後には小林正人、吉見一起らと共にドミニカのウィンターリーグに派遣され、日本一パレードには参加しなかったが、新球・チェンジアップを習得した。
2008年は左腕痛によりプロ入り後初の一軍登板なしに終わった。いったんは回復したものの、2009年の春季キャンプ中に再び左ひじを痛め、4月13日にじん帯を移植する手術を行う。リハビリのため、一軍、二軍ともに登板はなかった。
2010年から二軍で実戦に復帰。6月4日に一軍に昇格するが6試合登板で終わり、防御率も7点台と不安定な成績だった。同年の千葉ロッテマリーンズとの日本シリーズでは2試合に登板し無失点に抑えた。
2011年はシーズン終盤からロングリリーフとして活躍、10試合に登板した。
2012年は5試合の登板に留まり、10月に戦力外通告を受けた。

### 広島時代
2012年11月9日に、広島東洋カープが久本の獲得を発表した。久本は入団記者会見で、妻が広島県の出身であることや、中日時代の一軍監督だった落合博満が「カープは強くなる」と語っていたことを入団の理由に挙げた。
2013年、自身初となる開幕カード2戦目での先発登板を経験。4回を無失点に抑えた(勝ち負けは付かず)。その後4月26日の中日ドラゴンズ戦に先発。5回を137球の球数ながら1失点に抑え、2年ぶりの勝利となる移籍後初勝利を古巣から挙げた。同年は43試合に登板し、8試合で先発を任された。3勝4敗1セーブの成績を残した。
2014年は開幕一軍入りを果たすも、4月6日に登録抹消。6月12日に再び一軍昇格したが、6月29日の対横浜DeNAベイスターズ戦で緊急降板。翌日、「左肘尺側手根屈筋起始部損傷」と診断された。
10月28日に球団から支配下選手契約の解除を通告されたが、11月13日に育成選手として再契約。背番号も120へ変更した。なお、11月には、左肘のじん帯再建手術を受けている。
2015年、育成選手として左肘のリハビリに専念。11月12日に支配下登録選手へ復帰するとともに、背番号を65へ戻した。
2016年、一軍公式戦1試合に登板しただけで、10月3日に戦力外通告を受けた。通告の直後に中日から打撃投手としての復帰を打診されたが、NPB他球団での現役続行を希望していたため、11月12日には12球団合同トライアウト（阪神甲子園球場）に参加。シートバッティング形式で対戦した打者3人をすべて凡退させるとともに、2つの三振を奪った。しかし、広島以外の球団から現役投手としてのオファーを受けるまでに至らなかったため、現役を引退した。12月2日付で、NPBから自由契約選手として公示。

### 現役引退後
前述した経緯から、2016年11月24日に打撃投手として中日球団と契約した。ただし、本人は現役復帰への道を諦めていないと語っていた。
2020年を以って久本本人の意思で中日球団を退団するとInstagramで公表され、2021年に打撃投手として広島へ復帰した。

## 選手としての特徴
先発・中継ぎをこなせる貴重なユーティリティー左腕。140km/h台のストレートとカットボール、スライダー、フォーク、カーブ、チェンジアップを投げる。特にスライダーとカットボールの精度は投球の生命線に挙げている。

## 人物
中日に入団後のプロ2年目のオフシーズンから毎年静岡県内で自主トレーニングを行っており、広島移籍後は菊池涼介、戸田隆矢、磯村嘉孝ら、中日打撃投手就任後はさらに平田良介ら後輩達を引き連れて行っている。
現役引退と中日打撃投手への転身を決めた背景には、前述したトライアウトの2日後に、中日のゼネラルマネージャーを務めていた落合博満から復帰を改めて打診されたことが挙げられる。久本によれば、落合からは「（広島・中日以外の球団から獲得の）オファーがなかったら（中日に）帰って来い。お前だから（打診しているの）だぞ」と言われたという。実際には、打撃投手としての復帰が決まった後に、落合は中日を退団。久本自身は、現役時代と同じ意識で、「打撃投手であっても、『（中日の現役選手に打撃練習で）打たせよう』とは思わない。今の中日の（二軍・育成）選手には、『俺の球を打てなければ一軍でやれないよ』と感じてもらいたい」との抱負を述べている。また、広島と比較してベンチなどチーム内の雰囲気が暗いことにも苦言を呈しており「チームをなんとか明るくしていきたい」と語っている。
打撃投手として一軍に昇格したばかりの打者に投げる際は、最初の数球で打者の特徴を把握し、得意なコースに投げることで、首脳陣にアピールできるように努めるなど常に打者のことを考えながら投げている。
現役生活15年間で一度しかBクラスを経験していないことから、「Aクラス請負人」と呼ばれていた。
明るい性格であり、良き兄貴分的な存在として、チームメイトから慕われている。
中日時代の2006年から退団までつけた背番号61は憧れていた石井弘寿にちなんだもの。2005年オフに監督・落合博満から背番号変更を打診され（その年のドラフトで入団した吉見一起が、当時久本がつけていた19を希望した関係）、石井にちなんだ61を選択した。なお、大きな番号を選択したことで驚いた落合から「19をひっくり返して61を選んだのか？」と聞かれ、他球団の選手である石井に憧れているとは言い難かったため、「そうです」と答えてしまったという。

## 詳細情報

### 年度別投手成績
| 年 度      | 球 団      | 登 板 | 先 発 | 完 投 | 完 封 | 無 四 球 | 勝 利 | 敗 戦 | セ 丨 ブ | ホ 丨 ル ド | 勝 率 | 打 者 | 投 球 回 | 被 安 打 | 被 本 塁 打 | 与 四 球 | 敬 遠 | 与 死 球 | 奪 三 振 | 暴 投 | ボ 丨 ク | 失 点 | 自 責 点 | 防 御 率 | W H I P |
| ---------- | ---------- | ----- | ----- | ----- | ----- | -------- | ----- | ----- | -------- | ----------- | ----- | ----- | -------- | -------- | ----------- | -------- | ----- | -------- | -------- | ----- | -------- | ----- | -------- | -------- | ------- |
| 2002       | 中日       | 5     | 0     | 0     | 0     | 0        | 1     | 0     | 0        | --          | 1.000 | 31    | 8.0      | 5        | 3           | 2        | 0     | 0        | 4        | 0     | 0        | 4     | 4        | 4.50     | 0.88    |
| 2003       | 中日       | 51    | 2     | 0     | 0     | 0        | 1     | 1     | 1        | --          | .500  | 277   | 67.0     | 58       | 6           | 23       | 5     | 2        | 68       | 4     | 0        | 24    | 24       | 3.22     | 1.21    |
| 2004       | 中日       | 38    | 0     | 0     | 0     | 0        | 1     | 0     | 0        | --          | 1.000 | 182   | 42.1     | 47       | 6           | 17       | 4     | 1        | 32       | 5     | 0        | 18    | 18       | 3.83     | 1.52    |
| 2005       | 中日       | 18    | 0     | 0     | 0     | 0        | 1     | 0     | 0        | 1           | 1.000 | 104   | 22.0     | 28       | 3           | 14       | 0     | 1        | 18       | 1     | 0        | 15    | 15       | 6.14     | 1.91    |
| 2006       | 中日       | 27    | 0     | 0     | 0     | 0        | 2     | 2     | 1        | 3           | .500  | 130   | 30.2     | 29       | 0           | 12       | 0     | 0        | 19       | 1     | 0        | 7     | 6        | 1.76     | 1.36    |
| 2007       | 中日       | 36    | 1     | 0     | 0     | 0        | 2     | 1     | 0        | 4           | .667  | 193   | 45.1     | 37       | 2           | 20       | 2     | 3        | 31       | 2     | 0        | 18    | 17       | 3.38     | 1.26    |
| 2010       | 中日       | 6     | 0     | 0     | 0     | 0        | 0     | 0     | 0        | 0           | ----  | 27    | 6.0      | 9        | 1           | 1        | 0     | 0        | 4        | 0     | 0        | 5     | 5        | 7.50     | 1.67    |
| 2011       | 中日       | 10    | 1     | 0     | 0     | 0        | 1     | 0     | 0        | 0           | 1.000 | 83    | 21.0     | 13       | 0           | 8        | 0     | 3        | 20       | 0     | 0        | 3     | 3        | 1.29     | 1.00    |
| 2012       | 中日       | 5     | 0     | 0     | 0     | 0        | 0     | 0     | 0        | 0           | ----  | 38    | 8.0      | 8        | 1           | 5        | 1     | 1        | 6        | 0     | 0        | 4     | 4        | 4.50     | 1.63    |
| 2013       | 広島       | 43    | 8     | 0     | 0     | 0        | 3     | 4     | 1        | 2           | .429  | 365   | 84.0     | 80       | 2           | 39       | 0     | 2        | 60       | 3     | 0        | 31    | 28       | 3.00     | 1.42    |
| 2014       | 広島       | 8     | 0     | 0     | 0     | 0        | 0     | 0     | 0        | 0           | ----  | 43    | 11.0     | 7        | 0           | 4        | 0     | 0        | 10       | 0     | 0        | 2     | 1        | 0.82     | 1.00    |
| 2016       | 広島       | 1     | 0     | 0     | 0     | 0        | 0     | 0     | 0        | 0           | ----  | 9     | 1.0      | 4        | 1           | 2        | 0     | 0        | 2        | 0     | 0        | 5     | 5        | 45.00    | 6.00    |
| 通算：12年 | 通算：12年 | 248   | 12    | 0     | 0     | 0        | 12    | 8     | 3        | 10          | .600  | 1482  | 346.1    | 325      | 25          | 147      | 12    | 13       | 274      | 16    | 0        | 136   | 130      | 3.38     | 1.36    |

### 記録
投手記録
- 初登板：2002年4月28日、対広島東洋カープ6回戦（ナゴヤドーム）、8回表に4番手で救援登板・完了、2回無失点
- 初奪三振：2002年5月5日、対ヤクルトスワローズ7回戦（明治神宮野球場）、5回裏に岩村明憲から
- 初勝利：2002年10月5日、対横浜ベイスターズ27回戦（横浜スタジアム）、3回裏に2番手で救援登板、2回無失点
- 初セーブ：2003年6月8日、対広島東洋カープ14回戦（ナゴヤドーム）、7回表に2番手で救援登板・完了、3回無失点
- 初先発：2003年7月30日、対読売ジャイアンツ19回戦（東京ドーム）、2回2/3を2失点
- 初ホールド：2005年6月5日、対北海道日本ハムファイターズ6回戦（ナゴヤドーム）、6回表に3番手で救援登板、1回無失点
- 初先発勝利：2013年4月26日、対中日ドラゴンズ4回戦（MAZDA Zoom-Zoom スタジアム広島）、5回1失点

打撃記録
- 初安打：2007年4月30日、対横浜ベイスターズ6回戦（横浜スタジアム）、5回表に土肥義弘から中前安打

### 背番号
- 19 （2002年 - 2005年）
- 61 （2006年 - 2012年）
- 65 （2013年 - 2014年、2016年）
- 120 （2015年）
- 113 （2017年 - 2020年）
- 108 （2021年 - ）